# Caratteri cinesi
I caratteri cinesi (漢字T, 汉字S, hànzìP) sono le unità minime di significato (in linguaggio specialistico chiamate logogrammi) utilizzate nella scrittura del cinese. Sono detti anche sinogrammi.
Le più antiche testimonianze certe dell'esistenza di un sistema di scrittura basato sui caratteri antenati degli attuali caratteri cinesi risalgono al 1250 a.C. Alcune varianti dei caratteri cinesi sono impiegati anche nel sistema di scrittura giapponese, e in passato erano usati per scrivere anche il coreano e il vietnamita.

## Le caratteristiche
Il 4% circa dei caratteri cinesi deriva direttamente da singoli pittogrammi (象形字S, xiàngxíngzìP) e molto spesso al lettore odierno la relazione tra i due non appare necessariamente chiara. Il restante 96% è costituito dagli aggregati logici (会意字S, huìyìzìP), caratteri combinati da più elementi che ne indicano il significato e dai composti fonetici (形声字S, xíngshēngzìP), caratteri composti da due elementi uno dei quali indica l'area semantica di appartenenza e l'altro la sua pronuncia, anche se questa è spesso solo simile a quella odierna a causa dei cambiamenti susseguitisi nel tempo e della differenza tra le lingue d'origine. I caratteri cinesi contenuti nel Dizionario Kangxi sono circa 49.030, anche se un gran numero di questi sono varianti di raro utilizzo accumulatesi nel corso dei secoli. Lo Zhonghua Zihai, il più grande dizionario cinese pubblicato, comprende oltre 85.000 caratteri. In Cina la conoscenza di duemila caratteri costituisce la soglia dell'alfabetizzazione.
Tradizionalmente in Cina a ogni carattere corrisponde un'unica sillaba. Molte parole in tutte le moderne varietà della lingua cinese sono polisillabiche e richiedono quindi la scrittura di due o più caratteri. Parole con una radice etimologica comune appartenenti a diverse lingue o dialetti cinesi con lo stesso o simile significato – ma con diversa pronuncia – vengono scritte con lo stesso carattere. Molti caratteri sono stati inoltre adottati in cinese con il significato che hanno assunto in giapponese o coreano per esprimere concetti propri di quelle civiltà, trascurandone totalmente la pronuncia. L'assenza di una stretta relazione tra pronuncia e scrittura dei caratteri ha così reso possibile il loro utilizzo in lingue tra loro molto diverse e senza altri punti di contatto.
Proprio come le lettere dell'alfabeto latino hanno forme caratteristiche (con le minuscole che occupano un'area tondeggiante con tratti ascendenti e discendenti in alcune di esse), i caratteri cinesi occupano più o meno un'area quadrata. I caratteri costituiti da più elementi schiacciano queste parti tra loro in modo da mantenere una forma e una dimensione omogenee; questo è il caso soprattutto di caratteri scritti in stile sòngtǐ (宋体S). Per questo motivo i principianti spesso si esercitano in fogli con celle quadrate e i cinesi usano a volte il termine "caratteri quadrati" (方塊字S,  fāngkuàizìP).
La forma attuale di molti caratteri cinesi cambia in alcune culture. Nella Repubblica Popolare Cinese nel 1956 sono stati adottati i caratteri cinesi semplificati, ma i caratteri cinesi tradizionali sono ancora usati a Taiwan e Hong Kong. Il Giappone usa un insieme di caratteri meno drasticamente semplificati dal 1946, mentre la Corea ne ha limitato l'uso e il Vietnam li ha completamente aboliti a favore della scrittura con l'alfabeto latino.
I caratteri cinesi sono noti anche come sinogrammi e il sistema di scrittura cinese come sinografia. Le lingue non cinesi che hanno adottato la sinografia – e attraverso l'ortografia un grande numero di prestiti dalla lingua cinese – sono note come sinoxeniche, indipendentemente dal fatto che l'uso dei caratteri continui o meno ai giorni nostri. Il termine non implica alcuna parentela linguistica con il cinese. Le maggiori lingue sinoxeniche sono generalmente considerate il giapponese, il coreano, il vietnamita e la lingua zhuang; in passato fecero parte di questa categoria anche le lingue tangut e jurchen.

## Storia

### Prime tracce
Il sistema di scrittura cinese viene rilevato per la prima volta nel XIV secolo a.C. o secondo altre fonti del XVII secolo a.C. durante la dinastia Shang. Da questo periodo si hanno numerosi esempi di scrittura su ossa, gusci di tartaruga e vasi di bronzo i quali possono anche essere considerati come antenati dei moderni caratteri cinesi che fin dall'inizio erano composti da morfemi, cioè da caratteri che rappresentano una singola sillaba. I resti sono stati ritrovati in luoghi adiacenti al Fiume Giallo. In seguito alle scoperte fatte a Jiahu l'uso di segni neolitici in Cina fu retrodatato di due millenni rispetto a quanto ritenuto in precedenza. L'uso dei segni non può essere comunque facilmente fatto coincidere con l'origine della scrittura, della quale essi rappresentano uno stadio primitivo. Secondo le parole degli archeologi autori della scoperta: 

### Il primo sistema di scrittura
La più antica prova archeologica certa dell'esistenza indiscutibile di un sistema di scrittura chiaramente riconoscibile come cinese è costituita dalle iscrizioni oracolari su ossa animali (甲骨文S, jiǎgǔwénP) ritrovate presso il sito archeologico di Anyang, città associata alla dominazione Shang e risalenti al 1200-1250 a.C. Si può presumere che l'invenzione della scrittura sia il frutto di un processo che parte dalla rappresentazione di motivi ricorrenti nelle crepe e proseguito poi con l'associazione di significato a ciascun segno.
L'usanza di trarre degli auspici impiegando ossa provenienti da carapaci di tartaruga o spalle di bue è testimoniata da diversi ritrovamenti archeologici risalenti al tardo neolitico (fine II millennio a.C.). Le ossa venivano poste sul fuoco fino al formarsi di spaccature sulla loro superficie, oppure si ricorreva ad altri modi per ottenere le spaccature: in tutti i casi le configurazioni di crepe formavano dei segni, che venivano interpretati come risposte dell'oracolo alle interrogazioni che erano state fatte alla divinità. Sebbene si trovino tracce di questa usanza in diverse culture neolitiche cinesi, soltanto con i ritrovamenti di Anyang e quindi con la dinastia Shang si può parlare di un impiego sistematico della scrittura.
Le iscrizioni oracolari pervenute fino a noi sono quasi tutte dei testi brevi (generalmente meno di due dozzine di caratteri), strettamente legati all'ambito della religione del culto: il re interrogava l'oracolo e la risposta data da quest'ultimo veniva incisa sullo stesso osso impiegato durante il rito. Tra carapaci di tartaruga e scapole bovine, sono pervenute fino a noi oltre 200.000 iscrizioni su ossa risalenti al periodo Shang (1200-1050 a.C.).
I caratteri di epoca Shang sono decisamente diversi da quelli del cinese che si ritrova nelle epoche più tarde, ma sono comunque parzialmente decifrabili. Sebbene per oltre un terzo del totale dei segni trovati non si possa trovare un derivato equivalente nel cinese moderno e il loro significato sia di conseguenza ancora sconosciuto, il gran numero di ossa ritrovate ha reso possibile ricostruire molte informazioni relative all'epoca degli Shang. A queste bisogna sommare le centinaia di iscrizioni sui manufatti in bronzo (金文S, jīnwénP) del medesimo periodo. Sebbene gli Shang conoscessero già l'uso del pennello, non esistono tuttavia testimonianze di scrittura con l'inchiostro ed è probabile che durante l'epoca Shang l'uso della scrittura non interessasse né l'attività amministrativa né quella letteraria, ma anzi fosse limitato esclusivamente all'ambito sacrale.
Il recupero e lo studio delle ossa oracolari per le piromanzie (cioè plastromanzie e scapulomanzie) e dei bronzi Shang e Zhou (vasi, bacinelle, specchi, bracieri, pettini...) permettono lo studio delle prime versioni dei caratteri cinesi per tracciarne l'evoluzione e permettere una loro ricostruzione filologica.

### Diffusione e riforme
Soltanto a partire dall'XI secolo a.C. l'uso della scrittura si sarebbe esteso oltre l'ambito strettamente religioso/oracolare, divenendo strumento diffuso tra la nascente classe nobiliare, la cui evoluzione contraddistingue l'avvento della dinastia Zhou. A partire dal X-IX secolo a.C. vi sono evidenze di un uso rituale (decreti regali, riconoscimento dei servigi di funzionari o dignitari), politico (giuramenti di alleanza) e burocratico (redazione di genealogie) della scrittura: è a quest'epoca che verosimilmente si può far risalire la prima riforma della scrittura.
La più famosa riforma della scrittura cinese coincise con la nascita del primo impero unitario sotto il primo imperatore Qin. Sotto la sua egida fu promossa una standardizzazione delle forme dei caratteri: furono stabilite e imposte le componenti da usare per scrivere ciascun carattere, mandando in disuso molte delle forme più antiche.
L'ultima riforma della scrittura cinese avvenne nel XX secolo, quando la Repubblica Popolare Cinese approvò l'introduzione dei caratteri cinesi semplificati per facilitare l'alfabetizzazione delle masse.

## Origini mitiche
Secondo la tradizione, il leggendario imperatore Huang Di avrebbe commissionato al funzionario Cangjie l'invenzione di un sistema di scrittura. Per adempiere al suo compito, Cangjie trasse ispirazione dalle tracce che gli uccelli lasciavano nel fango dalle quali si poteva riconoscere la specie, inventando un sistema di simboli schematici che potessero rappresentare le cose.